# 常盤坂
常盤坂（ときわざか）は、青森県弘前市の地名。郵便番号は036-8263。

## 地理
中央部を青森県道28号岩崎西目屋弘前線が横断し、北は茜町、東は西茂森・茂森新町、南は清水富田寺田・寺沢、南から北にかけて悪戸に接する。

## 歴史

### 沿革
- 1889年（明治22年） - 清水村の一部。
- 1891年（明治24年） - 当時の記録では人口106、戸数17、厩7であった。
- 1955年（昭和30年） - 弘前市の大字で、もとは清水富田・悪戸の一部。
- 1973年（昭和48年） - 一部が茂森新町三丁目になる。

### 地名の由来
旧来からある坂、常盤坂にちなむ。

## 世帯数と人口
2017年（平成29年）6月1日現在の世帯数と人口は以下の通りである。
| 丁目         | 世帯数  | 人口  |
| ------------ | ------- | ----- |
| 常盤坂一丁目 | 98世帯  | 247人 |
| 常盤坂二丁目 | 64世帯  | 149人 |
| 常盤坂三丁目 | 29世帯  | 73人  |
| 常盤坂四丁目 | 20世帯  | 44人  |
| 計           | 211世帯 | 513人 |

## 施設

### 教育
- やまぶき保育園

### 寺院
- 出雲大社弘前分院

### 公共
- 常盤坂会館

## 小・中学校の学区
市立小・中学校に通う場合、学区は以下の通りとなる。
| 大字         | 番・番地 | 小学校             | 中学校             |
| ------------ | -------- | ------------------ | ------------------ |
| 常盤坂一丁目 | 全域     | 弘前市立朝陽小学校 | 弘前市立第四中学校 |
| 常盤坂二丁目 | 全域     | 弘前市立朝陽小学校 | 弘前市立第四中学校 |
| 常盤坂三丁目 | 全域     | 弘前市立朝陽小学校 | 弘前市立第四中学校 |
| 常盤坂四丁目 | 全域     | 弘前市立朝陽小学校 | 弘前市立第四中学校 |

## 交通
- 弘南バス

常盤坂入口、常盤坂（弘前バスターミナル - 相馬・藍内・ロマントピア線、弘前バスターミナル - 田代・川原平・大秋線）停留所。